# Giải bóng đá vô địch quốc gia Đức 2014–15
Giải bóng đá vô địch quốc gia Đức 2014-15 (Bundesliga 2014-15) là mùa giải thứ 52 của Giải bóng đá vô địch quốc gia Đức, giải bóng đá hàng đầu của nước Đức. Mùa giải bắt đầu vào ngày 22 tháng 8 năm 2014 và kết thúc vào ngày 23 tháng 5 năm 2015. Bayern Munich giành danh hiệu nước Đức thứ 25 của họ vào ngày 26 tháng 4 năm 2015.

## Bảng xếp hạng
| VT | Đội                      | ST | T  | H  | B  | BT | BB | HS  | Đ  | Giành quyền tham dự hoặc xuống hạng    |
| -- | ------------------------ | -- | -- | -- | -- | -- | -- | --- | -- | -------------------------------------- |
| 1  | Bayern Munich (C)        | 34 | 25 | 4  | 5  | 80 | 18 | +62 | 79 | Lọt vào vòng bảng Champions League     |
| 2  | VfL Wolfsburg            | 34 | 20 | 9  | 5  | 72 | 38 | +34 | 69 | Lọt vào vòng bảng Champions League     |
| 3  | Borussia Mönchengladbach | 34 | 19 | 9  | 6  | 53 | 26 | +27 | 66 | Lọt vào vòng bảng Champions League     |
| 4  | Bayer Leverkusen         | 34 | 17 | 10 | 7  | 62 | 37 | +25 | 61 | Lọt vào vòng play-off Champions League |
| 5  | FC Augsburg              | 34 | 15 | 4  | 15 | 43 | 43 | 0   | 49 | Lọt vào vòng bảng Europa League        |
| 6  | Schalke 04               | 34 | 13 | 9  | 12 | 42 | 40 | +2  | 48 | Lọt vào vòng bảng Europa League        |
| 7  | Borussia Dortmund        | 34 | 13 | 7  | 14 | 47 | 42 | +5  | 46 | Lọt vào vòng loại thứ ba Europa League |
| 8  | 1899 Hoffenheim          | 34 | 12 | 8  | 14 | 49 | 55 | −6  | 44 |                                        |
| 9  | Eintracht Frankfurt      | 34 | 11 | 10 | 13 | 56 | 62 | −6  | 43 |                                        |
| 10 | Werder Bremen            | 34 | 11 | 10 | 13 | 50 | 65 | −15 | 43 |                                        |
| 11 | FSV Mainz 05             | 34 | 9  | 13 | 12 | 45 | 47 | −2  | 40 |                                        |
| 12 | 1. FC Köln               | 34 | 9  | 13 | 12 | 34 | 40 | −6  | 40 |                                        |
| 13 | Hannover 96              | 34 | 9  | 10 | 15 | 40 | 56 | −16 | 37 |                                        |
| 14 | VfB Stuttgart            | 34 | 9  | 9  | 16 | 42 | 60 | −18 | 36 |                                        |
| 15 | Hertha BSC               | 34 | 9  | 8  | 17 | 36 | 52 | −16 | 35 |                                        |
| 16 | Hamburger SV (O)         | 34 | 9  | 8  | 17 | 25 | 50 | −25 | 35 | Lọt vào vòng play-off xuống hạng       |
| 17 | SC Freiburg (R)          | 34 | 7  | 13 | 14 | 36 | 47 | −11 | 34 | Xuống hạng đến 2. Bundesliga           |
| 18 | SC Paderborn 07 (R)      | 34 | 7  | 10 | 17 | 31 | 65 | −34 | 31 | Xuống hạng đến 2. Bundesliga           |

1. 1 2  Vì đội vô địch của DFB-Pokal 2014-15, VfL Wolfsburg, lọt vào Champions League dựa trên vị trí bảng xếp hạng, suất dự vòng bảng Europa League được chuyển sang cho đội đứng thứ sáu, Schalke 04; và suất dự vòng loại thứ ba Europa League được chuyển sang cho đội đứng thứ bảy, Borussia Dortmund.

## Vòng play-off xuống hạng
Đội bóng kết thúc ở vị trí thứ 16 đối đầu với đội bóng đứng thứ ba từ 2. Bundesliga 2014-15 ở play-off hai lượt trận. Đội thắng với tổng tỉ số cao hơn sau cả hai trận giành quyền tham dự vào Bundesliga 2015-16. Hamburger SV giành chiến thắng năm thứ hai liên tiếp, tránh được nguy cơ xuống hạng lần đầu tiên của họ.

### Lượt đi
| Hamburger SV | 1–1      | Karlsruher SC |
| ------------ | -------- | ------------- |
| Iličević 73' | Chi tiết | Hennings 4'   |

| Hamburger SV | Karlsruher SC |

| GK               | 15 | René Adler            |     |     |
| RB               | 4  | Heiko Westermann      | 26' | 56' |
| CB               | 5  | Johan Djourou (c)     |     |     |
| CB               | 32 | Slobodan Rajković     |     |     |
| LB               | 22 | Matthias Ostrzolek    |     |     |
| CM               | 40 | Gojko Kačar           | 83' |     |
| CM               | 20 | Marcelo Díaz          |     |     |
| RW               | 8  | Ivica Olić            |     | 89' |
| AM               | 18 | Lewis Holtby          | 59' | 69' |
| LW               | 11 | Ivo Iličević          |     |     |
| CF               | 10 | Pierre-Michel Lasogga |     |     |
| Dự bị:           |    |                       |     |     |
| GK               | 30 | Alexander Brunst      |     |     |
| DF               | 2  | Dennis Diekmeier      | 83' | 56' |
| DF               | 3  | Cléber                |     |     |
| MF               | 17 | Zoltán Stieber        |     | 69' |
| MF               | 23 | Rafael van der Vaart  |     |     |
| MF               | 27 | Nicolai Müller        |     |     |
| FW               | 9  | Maximilian Beister    |     | 89' |
| Huấn luyện viên: |    |                       |     |     |
| Bruno Labbadia   |    |                       |     |     |

| GK                | 1  | Dirk Orlishausen (c)  |     |       |
| RB                | 22 | Enrico Valentini      | 13' |       |
| CB                | 3  | Daniel Gordon         |     |       |
| CB                | 14 | Manuel Gulde          |     |       |
| LB                | 31 | Philipp Max           |     |       |
| CM                | 13 | Dominic Peitz         | 78' |       |
| CM                | 23 | Jonas Meffert         |     |       |
| RW                | 18 | Manuel Torres Jiménez |     |       |
| AM                | 8  | Reinhold Yabo         |     | 76'   |
| LW                | 11 | Dimitrij Nazarov      |     |       |
| CF                | 17 | Rouwen Hennings       |     | 90+3' |
| Dự bị:            |    |                       |     |       |
| GK                | 24 | René Vollath          |     |       |
| DF                | 4  | Martin Stoll          |     |       |
| DF                | 5  | Dennis Kempe          |     |       |
| DF                | 20 | Ylli Sallahi          |     |       |
| MF                | 15 | Boubacar Barry        |     |       |
| MF                | 21 | Gaëtan Krebs          |     | 76'   |
| FW                | 19 | Iliyan Mitsanski      |     | 90+3' |
| Huấn luyện viên:  |    |                       |     |       |
| Markus Kauczinski |    |                       |     |       |

| Trợ lý trọng tài: Benjamin Brand Markus Hacker Trọng tài thứ tư: Michael Weiner | Luật trận đấu: - 90 phút thi đấu chính thức. - 7 cầu thủ dự bị. - Tối đa thay 3 cầu thủ. |

### Lượt về
| Karlsruher SC | 1–2 (s.h.p.) | Hamburger SV             |
| ------------- | ------------ | ------------------------ |
| Yabo 78'      | Chi tiết     | Díaz 90+1' · Müller 115' |

| Karlsruher SC | Hamburger SV |

| GK                | 1  | Dirk Orlishausen (c)  |        |      |
| RB                | 22 | Enrico Valentini      |        |      |
| CB                | 3  | Daniel Gordon         |        | 118' |
| CB                | 14 | Manuel Gulde          | 90+2'  |      |
| LB                | 31 | Philipp Max           |        | 86'  |
| CM                | 21 | Gaëtan Krebs          | 87'    | 89'  |
| CM                | 23 | Jonas Meffert         | 90'    |      |
| RW                | 18 | Manuel Torres Jiménez |        |      |
| AM                | 9  | Yamada Hiroki         |        | 72'  |
| LW                | 11 | Dimitrij Nazarov      | 120+1' |      |
| CF                | 17 | Rouwen Hennings       |        |      |
| Dự bị:            |    |                       |        |      |
| GK                | 24 | René Vollath          |        |      |
| DF                | 4  | Martin Stoll          |        | 89'  |
| DF                | 5  | Dennis Kempe          |        | 86'  |
| DF                | 20 | Ylli Sallahi          |        |      |
| MF                | 8  | Reinhold Yabo         |        | 72'  |
| MF                | 15 | Boubacar Barry        |        |      |
| FW                | 19 | Iliyan Mitsanski      |        |      |
| Huấn luyện viên:  |    |                       |        |      |
| Markus Kauczinski |    |                       |        |      |

| GK               | 15 | René Adler               |       |     |
| RB               | 2  | Dennis Diekmeier         |       |     |
| CB               | 5  | Johan Djourou            |       |     |
| CB               | 32 | Slobodan Rajković        | 63'   |     |
| LB               | 22 | Matthias Ostrzolek       |       |     |
| CM               | 20 | Marcelo Díaz             | 55'   |     |
| CM               | 23 | Rafael van der Vaart (c) | 48'   |     |
| RW               | 8  | Ivica Olić               |       | 77' |
| AM               | 18 | Lewis Holtby             |       | 66' |
| LW               | 11 | Ivo Iličević             |       | 86' |
| CF               | 10 | Pierre-Michel Lasogga    |       |     |
| Dự bị:           |    |                          |       |     |
| GK               | 30 | Alexander Brunst         |       |     |
| DF               | 3  | Cléber                   | 101'  | 86' |
| DF               | 31 | Ronny Marcos             |       |     |
| MF               | 17 | Zoltán Stieber           |       | 66' |
| MF               | 19 | Petr Jiráček             | 115'  |     |
| MF               | 27 | Nicolai Müller           |       | 77' |
| FW               | 9  | Maximilian Beister       | 90+2' |     |
| Huấn luyện viên: |    |                          |       |     |
| Bruno Labbadia   |    |                          |       |     |

| Trợ lý trọng tài: Guido Kleve René Rohde Trọng tài thứ tư: Marco Fritz | Luật trận đấu: - 90 phút thi đấu chính thức. - 30 phút hiệp phụ nếu tổng tỉ số bằng nhau. - Loạt sút luân lưu nếu không có thêm bàn thắng nào được ghi. - 7 cầu thủ dự bị. - Tối đa thay 3 cầu thủ. |

Hamburger SV thắng với tổng tỷ số 3–2.